# Phyllodytes melanomystax
Phyllodytes melanomystax es una especie de anfibios de la familia Hylidae. Es endémica de Brasil.
Sus hábitats naturales incluyen bosques tropicales o subtropicales secos y a baja altitud, zonas de arbustos y zonas previamente boscosas ahora muy degradadas
Está amenazada de extinción por la destrucción de su hábitat natural.